# Pycnarmon glaucias
Pycnarmon glaucias là một loài bướm đêm trong họ Crambidae.